# Blechnum auratum
Blechnum auratum là một loài thực vật có mạch trong họ Blechnaceae. Loài này được (Fée) R.M. Tryon & Stolze mô tả khoa học đầu tiên năm 1993.